# RTB Cargo
Die RTB Cargo GmbH ist ein deutsches, im Schienengüterverkehr tätiges Eisenbahnverkehrsunternehmen. Es ging im Jahr 2010 aus der Rurtalbahn GmbH hervor und ist ansässig in Aachen. Tochterunternehmen hat RTB Cargo in den Niederlanden, Belgien, Österreich und Ungarn. Sowohl RTB Cargo als auch die Tochterunternehmen gehören der R.A.T.H.-Gruppe an.
Das Unternehmen übernimmt Leistungen im Schienengüternah- und -Fernverkehr.

## Geschichte
Bereits im Jahr 2000 beschaffte die Rurtalbahn GmbH erste Güterzuglokomotiven. 2002 übernahm die R.A.T.H.-Gruppe eine 74,9%ige-Beteiligung an dem Unternehmen. In den folgenden Jahren erfolgte eine Expansion in die Nachbarländer, mit der Beteiligung am belgischen Verkehrsunternehmen Trainsport (2006) und der Gründung der Rurtalbahn Benelux in Rotterdam (2007).
Im Jahre 2008 wurde beschlossen, den Güterverkehr aus der Rurtalbahn GmbH auszugliedern und ein neues Unternehmen zu gründen. Im Oktober 2010 erfolgte die Gründung als unter dem Namen Rurtalbahn Cargo GmbH als 100%ige-Tochterunternehmen der R.A.T.H.-Gruppe, deren Sitz 2011 nach Aachen verlegt wurde. Im Jahr 2016 wurde die Rurtalbahn Cargo GmbH in RTB Cargo GmbH umfirmiert. Ende 2015 eröffnete RTB Cargo ein Büro in Bergheim bei Salzburg, um auch in Österreich agieren zu können. Im Jahr 2020 wurde in Ungarn ein weiterer Unternehmensstandort gegründet, womit nun folgende Eisenbahnverkehrsunternehmen RTB Cargo angehören:
- RTB Cargo GmbH (Aachen)
- RTB Cargo Austria GmbH (Salzburg)
- RTB Cargo Netherlands B.V. (Rotterdam)
- RTB Cargo Belgium N.V. (Antwerpen)
- RTB Cargo Hungaria Kft. (Győr)

Die genannten Unternehmen ergänzen sich im internationalen Schienengüterverkehr, um eine erhöhte Wettbewerbsfähigkeit sicherzustellen.

## Flotte

### Dieselloks
Bei RTB Cargo werden derzeit (Stand: 2018) vier Streckendiesel- sowie neun Rangierloks eingesetzt.
Der Diesellokbestand von RTB Cargo umfasst:
- 1 MaK G 320 B,
- 2 OnRail DH 1004
- 5 MaK G 1206 (zwei davon gemietet von Northrail)
- 1 Vossloh G 2000 BB
- 3 EMD Class 66 (gemietet von Beacon Rail Leasing)
- 1 DR-Baureihe V 100

### Elektroloks

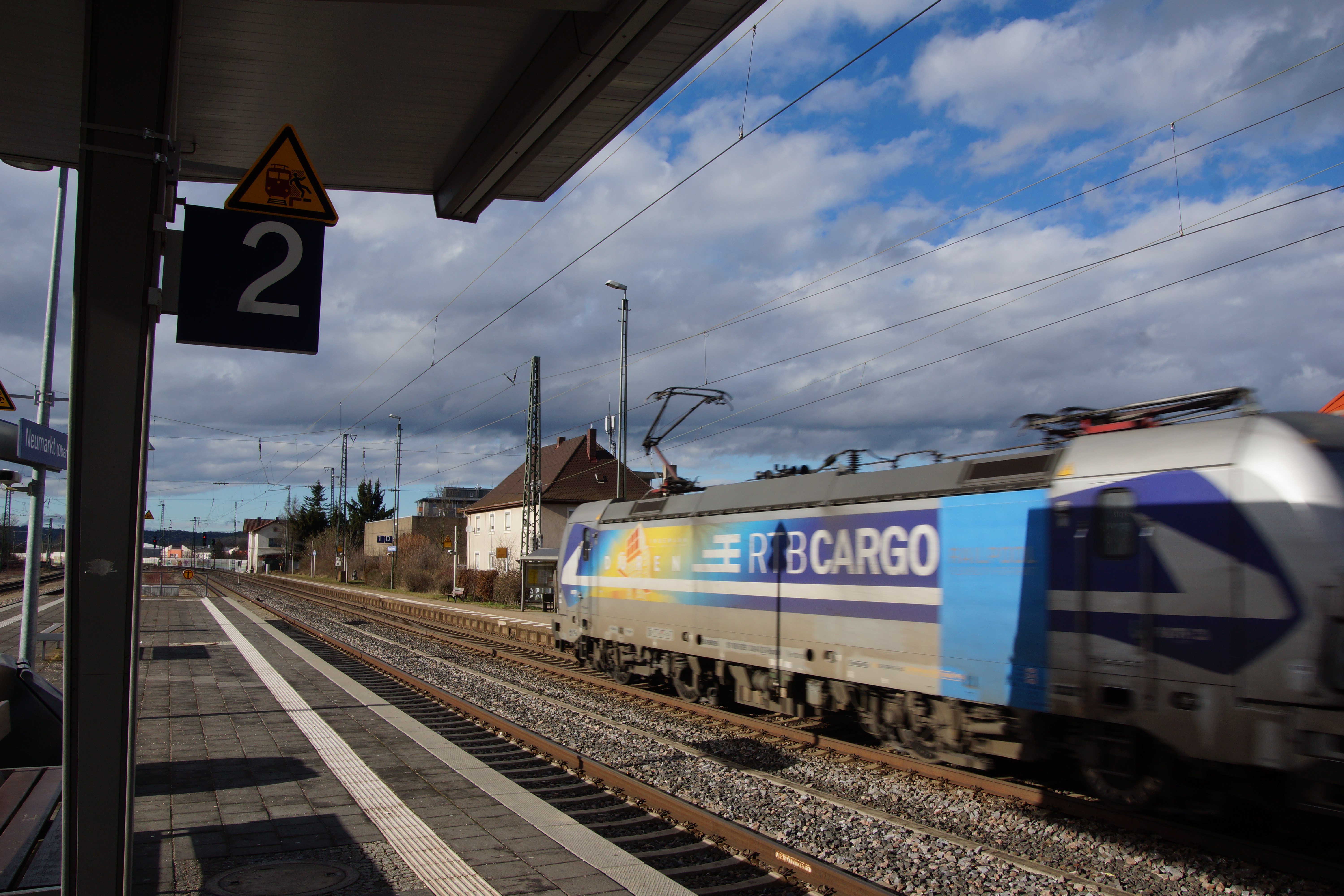
Eine RTB Cargo-Lokomotive bei der Durchfahrt im Bahnhof Neumarkt

Für die meisten Streckenfahrten jedoch setzt RTB Cargo folgende E-Loks ein, welche bei Railpool, Alpha Trains (ehemals Angel Trains), Mitsui Rail Capital Europe (MRCE), Northrail oder bei European Locomotive Leasing (ELL) geleast sind:
- 9 BR 185 (Ausstattung für die Länder Deutschland, Österreich, Ungarn und Schweiz)
- 9 BR 186 (Ausstattung für die Länder Deutschland, Österreich, Belgien und Niederlande)
- 2 BR 189 (Ausstattung für die Länder Deutschland, Niederlande)
- 10 BR 193 (Ausstattung für die Länder Deutschland, Österreich, Ungarn)
- 3 BR 192 (Ausstattung für Deutschland)

Die Loks der Baureihen 186 und 193 verfügen über das Zugsicherungssystem ETCS.
RTB Cargo bestellte im Jahr 2018 bei European Locomotive Leasing (ELL) drei weitere Loks des Typs Vectron für den Einsatz im internationalen Güterverkehr. Zwei dieser Loks (193 791 & 193 792) wurden am 13. Dezember an das Eisenbahnverkehrsunternehmen übergeben. Diese sind seit Anfang Januar 2019 bei der RTB Cargo im Einsatz und aufgrund der besonderen Beklebung ein beliebtes Fotomotiv für Trainspotter. Die dritte Vectron-Lok (193 793) wurde am 21. Februar 2019 in Betrieb genommen.
| Baureihe | Farbgebung                  | Leasingunternehmen |
| -------- | --------------------------- | ------------------ |
| 185 680  | FH Aachen                   | Railpool           |
| 186 110  | Rail Magazine               | Railpool           |
| 186 297  | Aachen                      | Railpool           |
| 186 300  | Antwerpen                   | Railpool           |
| 186 426  | Rotterdam                   | Railpool           |
| 193 249  | 'Connected by Mobility'     | ELL                |
| 193 756  | 'Vectron #750'              | ELL                |
| 193 791  | 'Gemeinsam durch Europa'    | ELL                |
| 193 792  | 'Mit uns auf die Zugspitze' | ELL                |
| 193 793  | 'RATH-Gruppe'               | ELL                |
| 193 810  | Salzburg                    | Railpool           |
| 193 824  | Düren                       | Railpool           |

### Güterwagen
Zur Kohle- und Schotterbeförderung besitzt das Unternehmen weiterhin 49 offene Güterwagen.

Loks von RTB Cargo
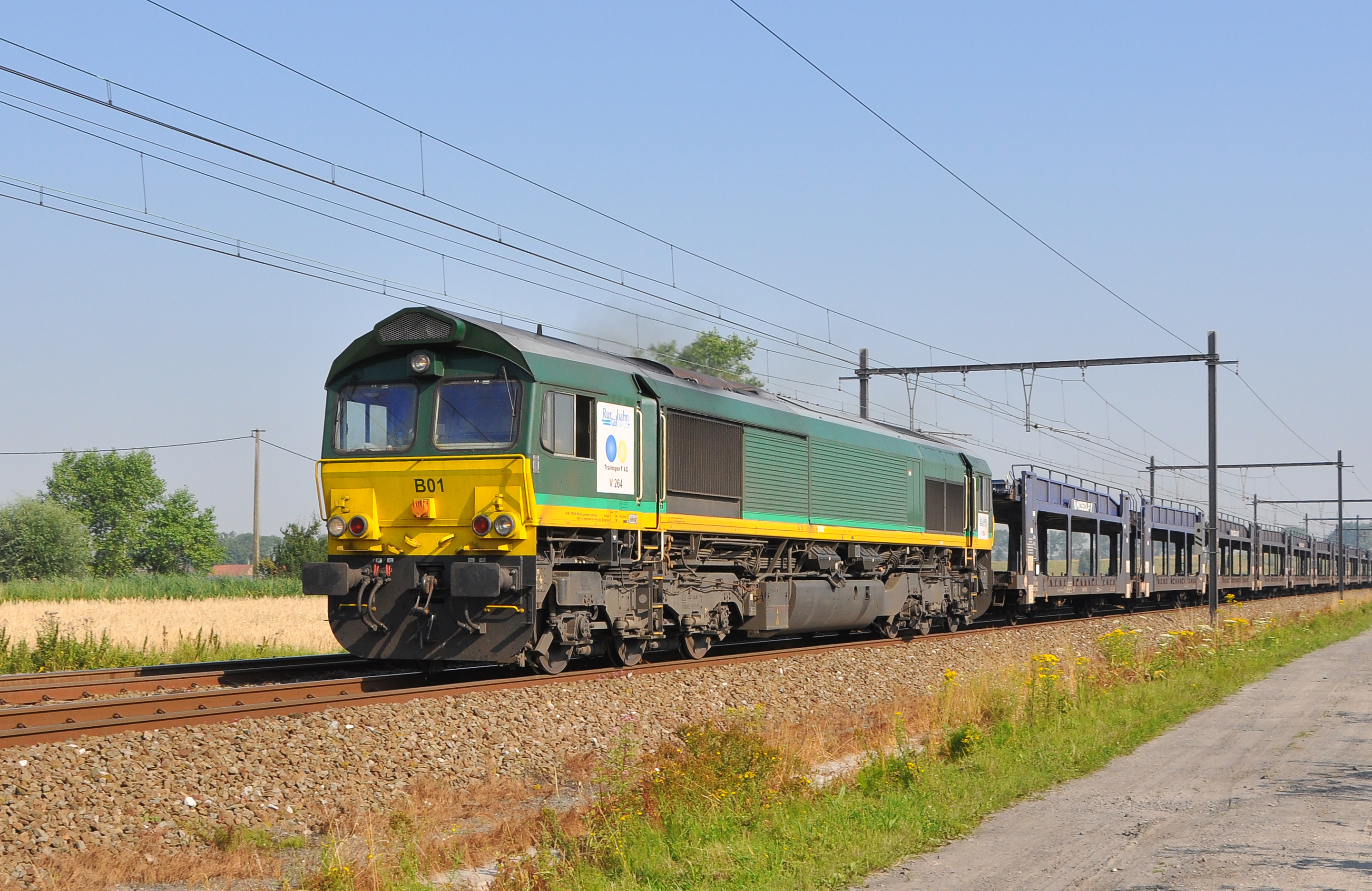
Eine durch RTB Cargo angemietete Lok der Class 66 in Belgien
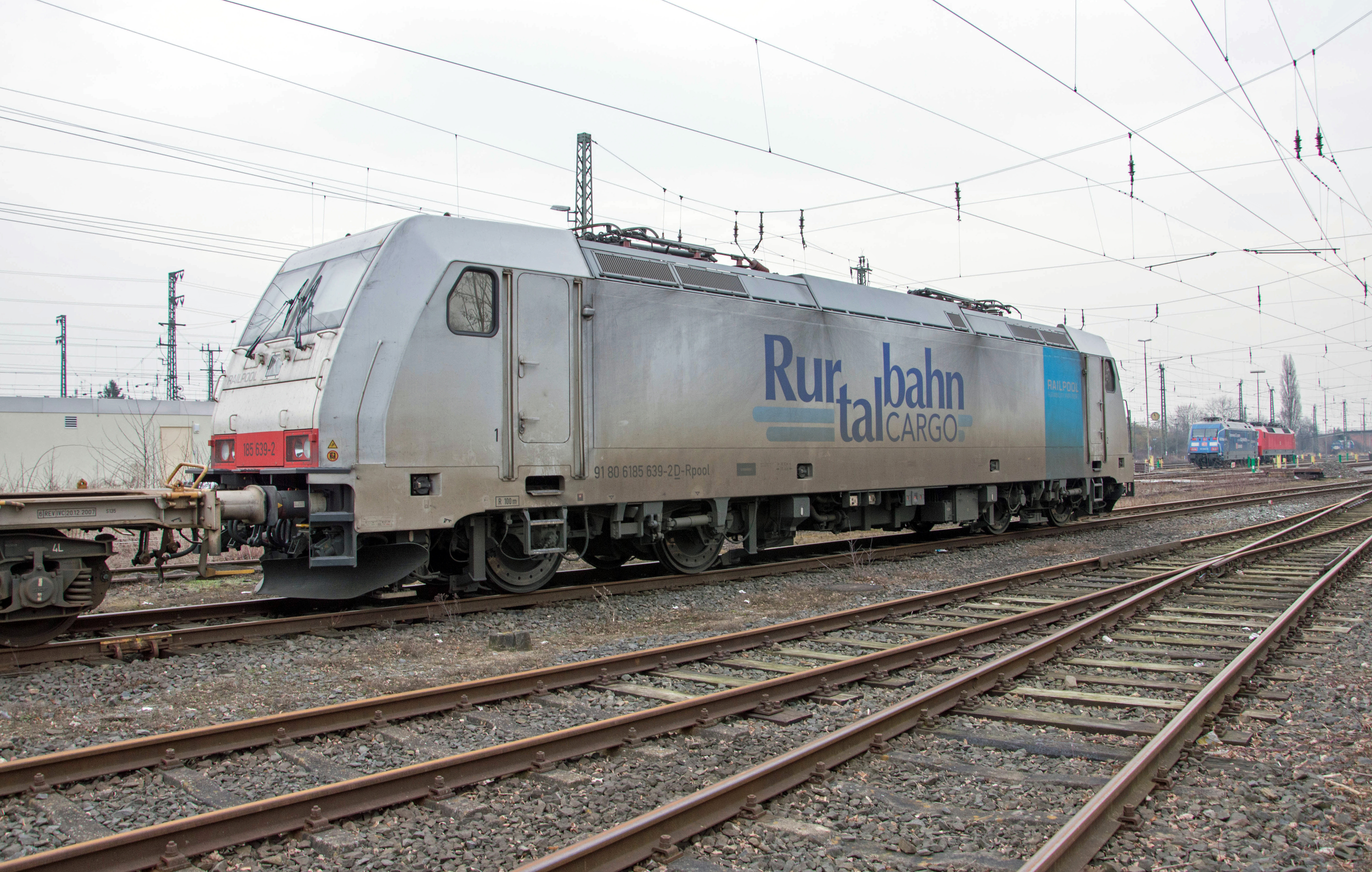
Eine Baureihe 185 der Railpool GmbH im Einsatz für die Rurtalbahn.
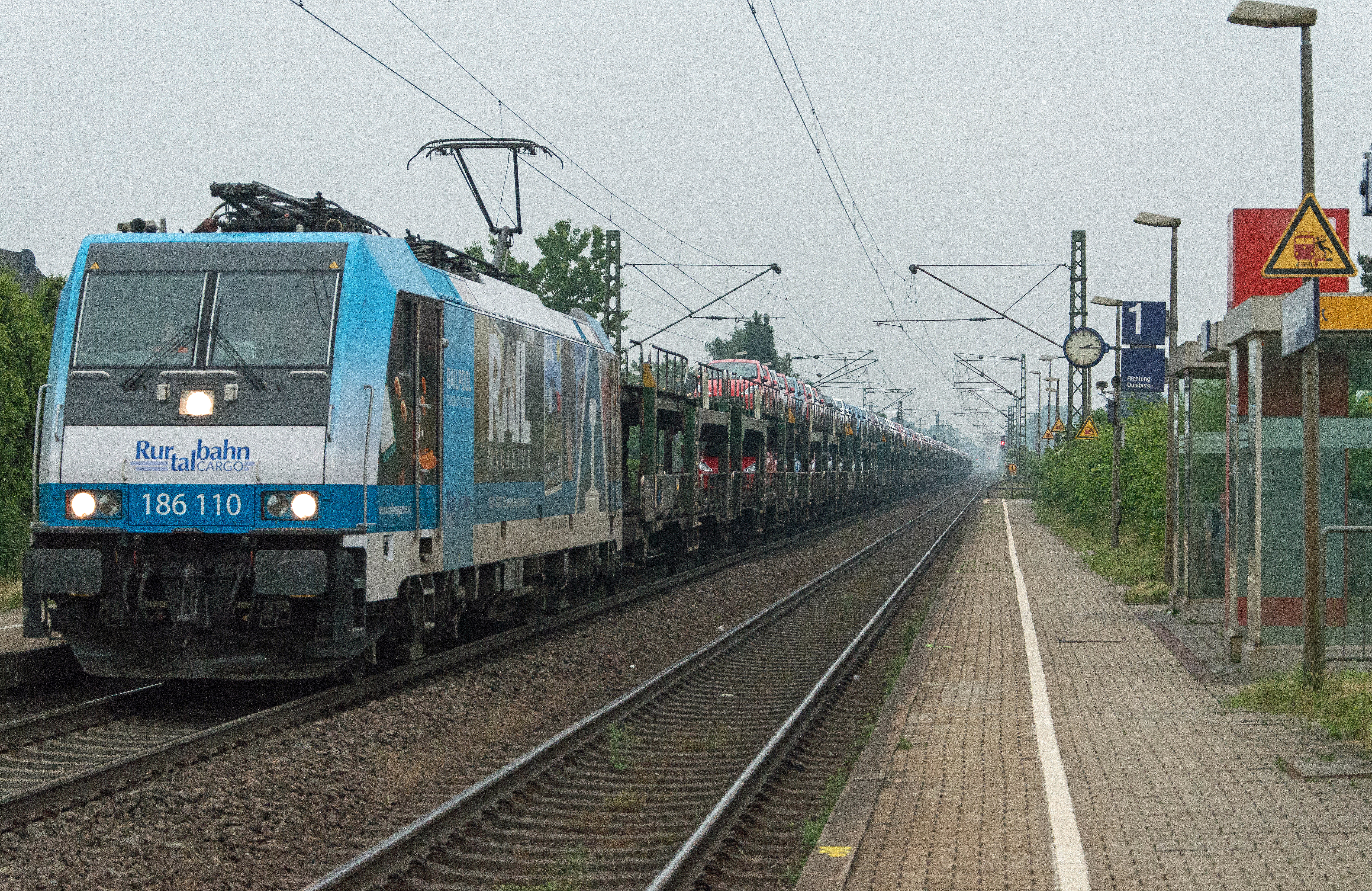
Die Lok der Baureihe 186 110 von RTB Cargo mit Werbung für das Rail Magazine in Millingen
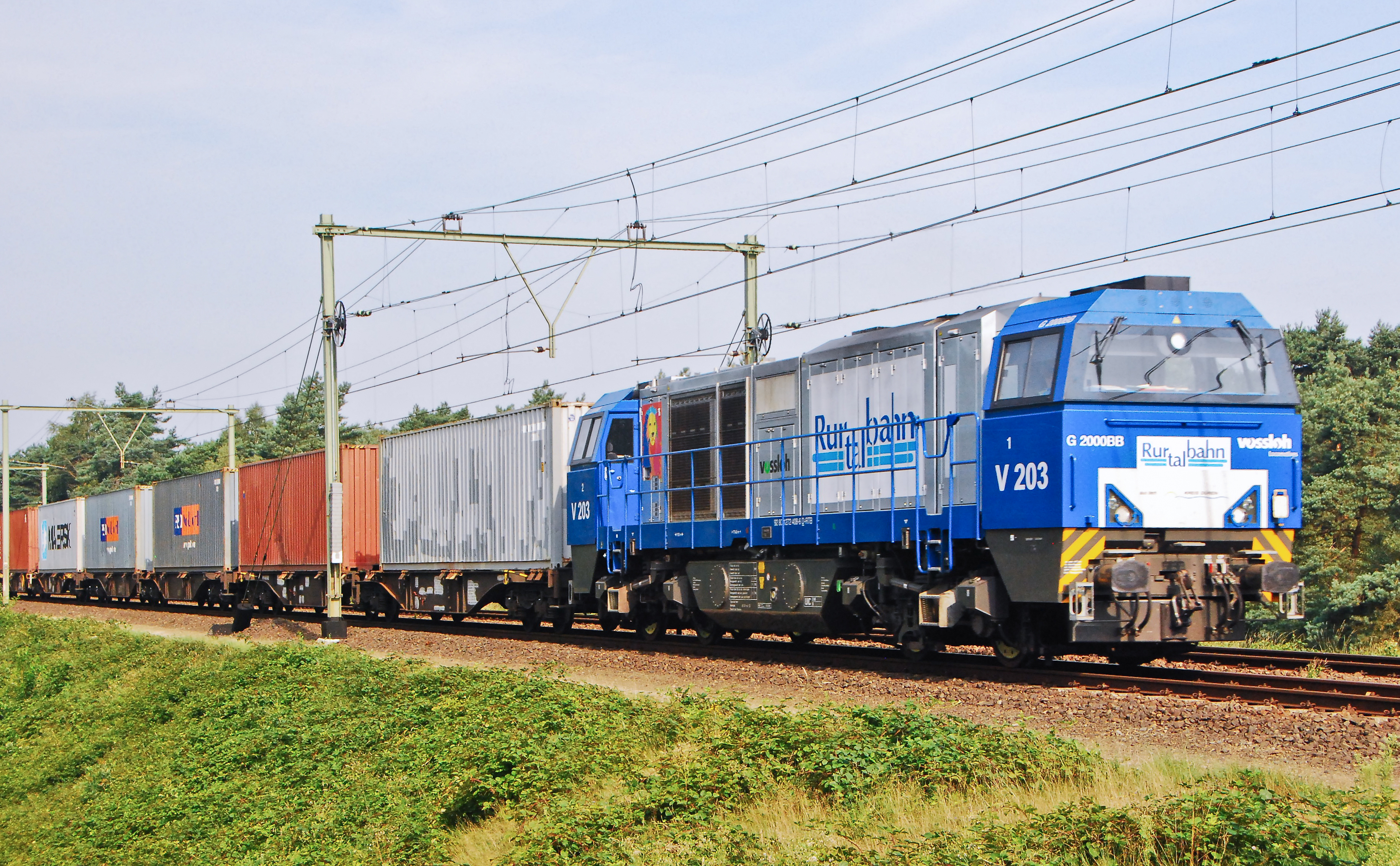
Eine Lok des Typs G 2000BB in den Niederlanden

## Leistungen
RTB Cargo transportiert überwiegend Container-, PKW- und Kesselzüge mit chemischen Produkten. Im Jahr 2016 transportierte das Unternehmen 4,5 Millionen Tonnen. 1,1 Millionen Tonnen davon wurden in den Niederlanden und Belgien befördert. Etwa 200 Züge fährt RTB Cargo wöchentlich durch die Länder Deutschland, Österreich, Belgien und den Niederlanden.
Regelmäßig fährt RTB Cargo folgende Leistungen für diverse Unternehmen:
| Von            | Nach             | Über            |
| -------------- | ---------------- | --------------- |
| Rotterdam      | Kehl             | Venlo, Duisburg |
| Rotterdam      | Frankfurt (Oder) | Duisburg        |
| Rotterdam      | Stuttgart        | Duisburg        |
| Genk           | Curtici          | ---             |
| Passau         | Köln             | ---             |
| Nürnberg Hafen | Rotterdam        | Köln            |

| Von         | Nach         | Über        |
| ----------- | ------------ | ----------- |
| Hegyeshalom | Zeebrugge    | Passau      |
| Esztergom   | Zeebrugge    | ---         |
| Hegyeshalom | Ghislenghien | Zeebrugge   |
| Rastatt     | Zeebrugge    | Bremerhaven |
| Lahr        | Düsseldorf   | ---         |
| Wustermark  | Antwerpen    | Zeebrugge   |

| Von              | Nach         | Über                                          |
| ---------------- | ------------ | --------------------------------------------- |
| Neustadt (Donau) | Duisburg     | Neuss                                         |
| Neustadt (Donau) | Rotterdam    | ---                                           |
| Rotterdam        | Duisburg     | Stendell, Leuna, Neustadt Karlsruhe, Duisburg |
| Hegyeshalom      | Amsterdam    | Rotterdam                                     |
| Hegyeshalom      | Moers        | ---                                           |
| Rotterdam        | Kehl         | Geleen                                        |
| Guben            | Krefeld      | ---                                           |
| Geleen           | Bad Schandau | Marl, Dormagen, Krefeld                       |
| Zeitz            | Amsterdam    | Rotterdam                                     |
| Passau           | Gent         | ---                                           |
| Hegyeshalom      | Dortmund     | Castrop                                       |

Auch im Schienengüternahverkehr im Kreis Düren bedient das Unternehmen Firmen, darunter Berzelius mit Bleierz und die Zuckerfabrik Jülich mit durchschnittlich 400 Tonnen Kohle pro Tag. Die Kohle wird für eine neu errichtete Kraft-Wärme-Kopplungsanlage der Zuckerfabrik benötigt. Hinzu kommen weitere lokale Kohletransporte, darunter für die Papierfabrik Schoellershammer nach Lendersdorf sowie zur Verpackungsfirma Smurfit Kappa nach Zülpich. Ferner werden das Heeresinstandsetzungswerk in Jülich und das Forschungszentrum Jülich bedient sowie weitere sporadische Transporte für die örtliche Industrie durchgeführt.
| Von        | Nach      | Über                 | Transportprodukt |
| ---------- | --------- | -------------------- | ---------------- |
| Vlissingen | Stolberg  | ---                  | Bleierz          |
| Köln       | Jülich    | Zülpich, Lendersdorf | Kohle            |
| Passau     | Olen      | Hamburg, Lünen       | Kupfer           |
| Passau     | Rotterdam | ---                  | Getreide         |
| Wabern     | Antwerpen | ---                  | Zucker           |

Im Jahr 2018 erwirtschaftete das Eisenbahnverkehrsunternehmen einen Umsatz von knapp 68 Mio. Euro.

## Sonstiges
RTB Cargo ist ansässig in der Kasinostraße in Aachen, nahe dem Aachener Hauptbahnhof. Von dort aus wird der gesamte Schienengüterverkehr von RTB Cargo in Deutschland überwacht, disponiert und geplant. Solche Büros befinden sich außerdem in Bergheim bei Salzburg für den österreichischen Schienenverkehr von RTB Cargo, in Rotterdam für die Direktion Niederlande sowie in Antwerpen für die Direktion Belgien. Weiterhin hat RTB Cargo deutschlandweit an einigen Standorten Gleise angemietet, um dort Loks abstellen zu können.
Die Lukas GmbH in Düren, welche zu der R.A.T.H.-Gruppe gehört, bildet Lokführer in einem achtmonatigen Lehrgang für RTB Cargo sowie VIAS Rail aus.